# Nicolae Guță
Nicolae Guță, născut Nicolae Linguraru (n. 3 decembrie 1967, Aninoasa, România), este un cântăreț-tenor și compozitor român-rom.
A publicat primul album (Volumul 1) în anul 1992, dar s-a bucurat de o apreciere mai largă în ultima parte a decadei. Repertoriul său este impresionant ca vastitate și prin diversitatea stilistică. A abordat mai întâi genul lăutăresc, fiind apreciat de criticii străini ca un exponent al muzicii de jazz rom contemporan. Din anul 1998, muzica lui Guță folosește tot mai frecvent ritmul de manea, interpretul devenind unul dintre principalii promotori ai genului. Se va autointitula „regele manelelor” în 2004. Manelele create de Guță îmbină elemente de muzică lăutărească cu influențe din genurile de muzică pop și hip hop. Printre cele mai mari succese ale sale se numără piesele „Ce frumoasă ești (Dintr-o mie de femei)” (2001) și „Aș renunța” (2003).
În România, critici muzicali cu simpatii limitate față de muzica romă l-au disprețuit pe Guță, făcând abstracție de prestația cântărețului, spre deosebire de pozițiile favorabile ale recenzenților de peste hotare. „Intelectuali” și jurnaliști români îi acuză sever producțiile. Guță este privit de către publicul refractar la manele drept o emblemă a genului și disprețul, reproșurile ce i s-au adus sunt în esență cele primite și de alți interpreți de manele. Astfel, cântărețului îi sunt imputate vulgaritatea limbajului și concepția muzicală modestă. În cazul preluărilor de piese de la muzicieni străini (cu noi texte în limba română și cu numeroase diferențe de stil interpretativ), Guță este tot mai frecvent acuzat de plagiat, cu toate că nu există dovada însușirii pieselor de către acesta; dimpotrivă, interpretul a declarat că din 2004 a început să înregistreze, pe lângă compozițiile proprii, și piese preluate.
Numele său de scenă mai apare transliterat ca Nicolae Gutsa în albumele publicate în străinătate.

## Primii ani. Debutul
S-a născut în Aninoasa, județul Hunedoara, într-o familie săracă cu mulți copii. Părinții au murit amândoi timpuriu. Mama era o ghicitoare cunoscută în Petroșani ca Maria Ghicitoarea; cântărețul și-o amintește „foarte credincioasă” și consideră că „a făcut multor oameni bine.” Într-o ediție din 2009 a emisiunii de divertisment Apropo TV (postul Pro TV), Guță a povestit că tatăl său a câștigat o mică avere prin bișnița cu săpunuri aduse de peste graniță. Frații lui Nicolae, Ori și Samir, l-au sprijinit în cariera sa; drept răsplată, câteva cântece ale cântărețului conțin dedicații adresate lor (de exemplu, „Dacă ai pe lume frați”). Numele celorlalți frați ai lui sunt amintite în dedicația piesei „Doamne, dacă n-aș avea copii”: Ilie, Silvia, Doina și Lucreția.
Tânărul Nicolae a lucrat la CFR Petroșani, într-o echipă formată numai din romi. „Am lucrat la târnăcop și lopată. Noi, romii, le avem mai greu cu școala. Avem mai mult școala vieții”, declara cântărețul mai târziu. După ce toți membrii echipei au fost concediați, s-a angajat la Regia Apelor din Petroșani, unde a fost ajutat de un maistru să obțină calificarea de sudor-instalator. Acolo a lucrat timp de opt ani.
A început să cânte din jurul vârstei de opt ani, remarcându-se la spectacolele pionierești din Petroșani. După decembrie 1989, a cântat în restaurante și localuri din Timișoara și Petroșani, la diferite aniversări și la nunți. Guță a studiat vreme de un an și jumătate acordeonul la Școala Populară de Artă (poate fi văzut cântând la acest instrument în videoclipurile pieselor de mai târziu, „Gigolo” și „Locul unu”). În anul 1992 și-a lansat primul album.

## Cariera muzicală

### Etapa lăutărească
Numărându-se între primii lăutari apăruți în România după 1989, Guță a participat activ la modelarea genului manele, la acea vreme doar o ramură a muzicii lăutărești. Într-o primă perioadă (până în anul 1998), Guță nu a folosit ritmul de manea, experimentând în schimb cu timbre moderne (chitară electrică, sintetizator) asupra muzicii lăutărești bănățene, imprimându-i astfel un colorit pe care-l va întrebuința și mai târziu în manele. Cântărețul își amintește: „Lăutarii râdeau la început de instrumentele astea, orga și chitara electronică, cu care cântau românii. Pe acestea le folosește azi maneaua cântată de țigani.”
Piesele timpurii semnate de Nicolae Guță folosesc o orchestră acustică (singurele „licențe” fiind chitara electrică și sintetizatorul), împrumutând sonorități din muzica ușoară a anilor 1980 (sintetizatorul, în special pe discurile Volumul 2 și Volumul 3). Orchestra se va menține în această formă de-a lungul acestei prime etape, doar cu mici variații (lipsa viorii de pe Volumul 2 sau a acordeonului de pe Iar îi nuntă mare-n sat). Stilul puternic ornamentat al interpretării lui Guță este pus în lumină de piesele doinite. Încă din primele înregistrări se recunoaște un alt element specific al cântatului său: scat-ul (cântatul pe silabe fanteziste, lipsite de sens) rapid în manieră staccato. Guță se declară compozitorul tuturor pieselor apărute în această perioadă.
Încadrarea stilistică a muzicii din această etapă reunește mai multe rezultate, aparent contradictorii, care în fapt subliniază legătura dintre jazz și muzica populară. Astfel, după modelele aplicate de folcloristica românească, muzica aparține genului lăutăresc (în fapt, muzică populară a romilor din România). Însă puternica asemănare ritmică dintre unele dansuri românești rapide și swing jazz a permis o paralelă cu subgenul jazz țigănesc, venită din partea criticilor occidentali. În plus, acompaniamentul de chitară electrică (sau sintetizator ce sugerează o chitară) amintește îndeaproape de execuția la pompe din același subgen; există și alte elemente care legitimează această încadrare stilistică. De aceea, convenim ca în toate articolele despre Nicolae Guță să facem referire la acele dansuri rapide, contratimpate, prin eticheta „jazz țigănesc”; celelalte piese vor fi numite „lăutărești”.
Textele pieselor păstrează influențe mari din muzică populară (tematica: dificultățile vieții, dragostea problematică, munca asiduă). Uneori, se cântă și în limba romani (țigănește). Videoclipurile sunt realizate cu puține tăieturi de montaj, muzicienii mimând cântatul. Se filmează scene cu dansatori, în aer liber (pentru albumul video Iar îi nuntă mare-n sat, 1997).

### Rege al manelelor
Muzica lui Guță își schimbă traseul evoluției în mod spectaculos din anul 1998, începând cu discul Când am bani, eu dau la toți. Orchestra cântărețului se va îmbogăți treptat cu instrumente electrofone (electrice și electronice – vioară, acordeon, pian, chitară bas în varianta electrică, respectiv keytar, baterist electronic) și are o sonoritate mai agresivă, tot mai depărtată de muzica lăutărească practicată inițial de cântăreț. Noua direcție este încurajată și de către colaborarea cu Sorina Șerban, cântăreață de manele, pe care Guță o cunoaște în jurul anului 1999, cei doi devenind amanți. Ei vor înregistra împreună mai multe discuri (începând cu volumul șapte al discografiei cântărețului, Plec de-acasă să fac bani).
Toate piesele apărute până la finele lui 2003, inclusiv cele de pe discul Doamne, ce fericit sunt! (Volumul 18), au fost compuse de Guță. Începând cu Leader la toți șmecherii (Volumul 19, ianuarie 2004), cântărețul înregistrează și preluări după alți muzicieni. În aceeași perioadă, cântărețul își deschide propria casă de discuri. Tot la începutul lui 2004, Guță se autointitulează „rege al manelelor” (vezi detalii mai jos); el lansează în luna aprilie discul cu același nume (Volumul 21). Cu numai o lună mai târziu, lansează discul Regele dance, în tentativa de a își câștiga simpatizanți din rândurile românilor iubitori de muzică pop; coperta discului oferă următoarea lămurire: „După ce a fost încoronat ca rege al manelelor, Nicolae Guță îndrăznește mai mult, provocând trupe ca O-Zone, Paraziții, Voltaj, Simplu, Cream, Blondy, 3Sud Est.”
Versurile pieselor lui Guță se desprind treptat de inspirația folclorică și pun tot mai mult în lumină tonul infatuat pentru care sunt acuzate manele în mod obișnuit: se vorbește despre averi fabuloase și bunuri materiale inaccesibile, despre invulnerabilitatea și influența eului. Acestea vin în opoziție cu repertoriul anterior, în care era deplânsă viața trudnică fără sorți de izbândă. Noile piese abordează uneori subiecte sentimentale, vorbind despre iubiri romantice (mai ales iubiri trecute) sau despre dragostea de familie, de lume. În vreme ce temele propuse în versuri rămân aceleași până în ziua de astăzi, limbajul muzical abordat de cântăreț s-a esențializat de-a lungul anilor. Modul în care influențele (provenite din aproape toate genurile muzicii de consum gustate în România) sunt introduse în muzica lui Guță este de multe ori novator, deși combinațiilor operate li se reproșează lipsa de gust.
Mai târziu, piesele vor avea aranjamente emfatice, cu un surplus pentru frecvențele joase (de bas), o secție ritmică gălăgioasă și sintetizatoare cu timbre neconvingătoare. Cu timpul, aranjamentul și producția muzicală au fost ameliorate, experimentându-se timbre noi (orchestre de coarde, flaute, efecte sonore împrumutate din muzica pop ș.a.) și îmbunătățindu-se dozarea – mixajul, dar și densitatea ritmică, a – instrumentelor. Din pricina grăbirii producției în interes comercial, se recurge adeseori la folosirea de loops pentru negativ (fragmente preînregistrate care se reiau pe parcursul piesei, de pildă pentru mai multe strofe).
Melodica lui Guță este aproape neschimbată din momentul lansării în lumea muzicală (ornamentație încărcată, improvizații melodice frecvente). Piese recente precum „Sunt țigan european” sugerează o tendință de întoarcere la stilul de început al cântărețului, mai apropiat de jazz-ul țigănesc (aici auzim și scat-ul prin care a câștigat aprecierea criticilor din afară în anii 1990).

### Familia muzicală Guță
Nicolae Guță a descoperit în mod întâmplător atracția față de muzică a fiicei sale, Nicoleta, căreia i-a sprijinit debutul mai întâi în formula unui duet (tată și fiică). Ulterior, Nicoleta Guță a început o carieră pe cont propriu. Cântăreața este însă interesată mai mult de muzica populară etno și pop, piesele cântate împreună cu tatăl ei prezentând astfel de influențe.
Frații Nicoletei, Cosmin și Nicu, au preocupări muzicale la rândul lor. Nicu interpretează la clarinet și tarabană, iar Cosmin este claviaturist.

## Imaginea cântărețului
În anul 2004, cântărețul și-a schimbat numele de familie (Linguraru), în cel de Guță, numele de scenă sub care era deja cunoscut. Cântărețul a construit prin videoclipuri și textele cântecelor sale imaginea unui succes muzical incontestabil, dublat de câștiguri bănești impresionante. Versurile lui Guță pun toate acestea în seama inteligenței și abilității sale, sugerând în repetate rânduri aplicarea unei „rețete secrete” pentru reușita sa.
Guță poate fi văzut adesea în imagini îmbrăcat într-o ținută lejeră (cămașă de polo descheiată la guler), uneori și în costum cu cămașă și cravată asortată. Cântărețul poartă părul scurt. Pentru mulți ani, un element definitoriu al imaginii lui Nicolae Guță a fost mustața lată, pe care o îngrijea de la 17 ani, fără să o radă vreodată. Conform unei declarații făcute la televiziune, interpretul a spus că nu ar renunța la ea în niciun caz. Într-o dimineață din septembrie 2008, Guță s-a bărbierit neatent și s-a văzut nevoit să renunțe la mustață, hotărându-se să și-o radă în fiecare dimineață. Câteva zile mai târziu, a jucat un număr de stand-up comedy pe un text de Doru Octavian Dumitru inspirat din întâmplarea cu pierderea mustății, în cadrul emisiunii filantropice Secret Talent (postul Antena 1).
La începutul lunii februarie 2008, Guță a fost invitat să cânte pentru angajații firmei de salubritate din Târgu Mureș. Pentru recital, interpretul s-a costumat într-o uniformă ca cele purtate de muncitori, făcându-și apariția cu o mătură în mână și trăgând după el un tomberon.

### În videoclipuri
Cântărețul în ipostaza de actor în propriile videoclipuri evită de cele mai multe ori jocul propriu-zis (există scurte momente de joc în piese precum „Sunt tare”, „Albă ca zăpada” feat. Nicoleta Guță ș.a.), preferând numai schițarea unei atitudini glumețe, cu o gesticulație pe potrivă.
Guță este înfățișat în videoclipul piesei „Cu cine m-am însurat” într-o costumație sărăcăcioasă, cu pălărie, cântându-i „soției” la o chitară electrică roșie Fender Stratocaster. În videoclipul piesei „Când se preda șmecheria” apare un actor copil care îl reprezintă pe Guță în clasele primare (apariția mustății la micul actor este un detaliu umoristic).

## Poziția lui Guță față de lumea muzicală
Cântărețul își exprimă în interviuri opinia și interesul față de producțiile altor muzicieni, atât din genul manele, cât și din alte genuri. De asemenea, ține să sublinieze anumite aspecte legate de muzica țigănească și să rectifice păreri eronate încetățenite privitoare la funcționarea industriei muzicale.
Cel puțin în privința muzicii de manele, Guță este convins de superioritatea interpreților romi față de români. El consideră că manelele se află într-o permanentă căutare de noi mijloace de expresie, devansând evoluția tuturor celorlalte genuri muzicale. În termeni bănești, Guță explică importanța foarte mare a obținerii unui hit la nivel național (motiv al concurenței acerbe dintre interpreți) și arată că nu vânzarea de discuri, ci susținerea de recitaluri la evenimente festive este sursa reală de venituri pentru acest gen. La începutul lui 2006, cântărețul considera doar trei nume notabile pentru manele: Adrian Minune, Carmen Șerban și el însuși.
Într-un interviu cu radiofonistul Cristian Hrubaru, Guță și-a declarat simpatia față de formația O-Zone și admirația pentru piesele grupului rock Holograf.
Cântărețul dezaprobă puternic pirateria, dar tolerează plagierea în anumite cazuri. Este deranjat mai cu seamă de sabotarea de către pirați a lansărilor de discuri (prin punerea pieselor furate în circulație înaintea datelor oficiale de lansare). Pentru detalii privitoare la plagierea muzicii și imaginii lui Guță, vezi mai jos.

## Aprecierea publicului și a criticii

### În România

#### Publicul român. Guță față de colegii săi
În anii 1990, Nicolae Guță era familiar doar publicului din Valea Jiului. Prezentarea albumului Iar îi nuntă mare-n sat (1998) îl numește pe cântăreț „un solist de excepție, care, într-un timp relativ scurt, cu o voce și un talent ieșite din comun, a reușit să urce pe scara valorică a muzicii populare pe primele trepte, dacă nu chiar pe prima”. Întâlnirea cu Sorina Șerban în 1998 sau 1999 contribuie la popularitatea cântărețului. În această perioadă, Guță începe să se afirme în fața publicului larg.
În 2004, la momentul când s-a autointitulat rege al manelelor, Guță a dat naștere unor controverse puternice în rândurile colegilor săi. Titulatura era considerată a aparține lui Adrian Minune. În semn de protest, Minune nu se prezintă la ediția a paisprezecea (2004) a concursului de frumusețe Miss Piranda, deși numele său era trecut pe afiș. Ca o împăcare simbolică, Guță îl numește pe colegul său Adrian „împăratul manelelor”.
Într-un interviu din 2006, cântărețul vorbea de șapte sau opt interpreți care i-au plagiat imaginea sau muzica de-a lungul timpului. Cel mai cunoscut dintre ei este Liviu Mititelu, care a folosit în trecut titulatura Liviu Guță. La vremea când acesta și-a făcut debutul, s-a produs un scandal răsunător în presă; Nicolae Guță își amintește: „Eu am știut de la început de acest Liviu Mititelu și nu aș fi spus nimic dacă nu-mi strica faima cu melodii porcoase. Mulți fani mă sunau să mă ia la rost de când am ajuns să cânt porcării dintr-astea și cu fiecare în parte trebuia să duc muncă de lămurire că nu e vorba de mine. M-au apucat nervii și l-am căutat când am aflat că semna angajamente în numele meu”.
Dacă în anul 2004 Guță s-a bucurat de cele mai bune vânzări pentru un cântăreț de manele (peste 250 000 euro, fiind urmat de Adrian Minune și Carmen Șerban, fiecare cu 200 000 euro), clasamentele de mai târziu vor favoriza cântăreți ai noii generații, ce abordează altă tematică (cel mai adesea, cântecul de dragoste) și un stil muzical diferit. Prin urmare, interesul pentru noile apariții muzicale semnate Nicolae Guță s-a aflat în scădere în ultimii ani, iar acest fapt a stârnit reacții variate din partea publicului și a lumii muzicale. Mai cunoscut este conflictul dintre Guță și cântărețul Florin Minune, materializat în piesele „Locul unu” (Guță), respectiv „Nu mai ești pe locul unu” (Florin Minune).

#### Critică muzicală
În România, nu există o critică de specialitate care să fi comentat muzica lui Nicolae Guță.

#### Personalități publice despre Guță
În ediția emisiunii televizate Secret Talent ce l-a avut pe cântăreț ca invitat, moderatorul Dan Negru a cerut să afle opinia actorului Mircea Albulescu (aflat în juriul competiției) privitoare la muzica lui Guță. Răspunsul a fost: „deși nu sunt un fan al manelelor, dacă mă uit numai la dânsul, îmi place cum cântă, nu ce cântă”.
Lingvistul George Pruteanu, militant împotriva manelelor, a intrat în contact cu cântărețul în mai multe rânduri. Pruteanu a dezaprobat organizarea unui concert cu participarea lui Guță în sediul unei case de cultură, motivând că instituțiile de stat nu ar trebui să permită difuzarea manelelor. În decembrie 2005, lingvistul a purtat un dialog cu Nicolae Guță în emisiunea televizată Nașul, unde a dezbătut caracterul facil al muzicii și vulgaritatea versurilor lui Guță.

### Peste hotare
Numele cântărețului apare în afara României sub forma Nicolae Gutsa, popularizată prin lansarea în Franța a discului cu același nume (1996). Repertoriul de manele al cântărețului este mult mai puțin cunoscut decât muzica lăutărească abordată în anii 1990.

#### Critici muzicali. Guță în relație cu folclorul și muzica de jazz
Guță a primit comentarii critice din partea a numeroși specialiști interesați de „world music” (muzică folclorică și populară non-anglofone) și de muzică țigănească. Numele său este citat în primul volum al cărții World Music: The Rough Guide (1999), care tratează fenomenul muzicilor folclorice în Africa, Europa și Orientul Apropiat: „un cântăreț foarte apreciat, [Guță] cântă muzică populară într-un stil contemporan (...) vocea este extraordinară”.
Criticul Kurt Keefner notează pe site-ul allmusic: „Domnul Guță are într-adevăr o voce foarte interesantă și sprintenă. Timbrul ei, aspru și rotund în același timp, aduce cu acela al unui saxofon”. Comentatorul compară o latură a interpretării lui Guță cu stilul sentimental al cântărețului Aaron Neville.
Site-ul CDRoots apreciază: „Guță e un cântăreț îndrăzneț, un interpret cu vână care este capabil să o imprime unei înregistrări. Este un rom dintr-un oraș minier din Transilvania, iar vocea lui pare să acopere ruptura dintre folclorul țigănesc de la sat și sonoritatea orășenească, mai apropiată de jazz. În fapt, unele dintre piese sună de parcă ar fi desprinse din repertoriul lui Django Reinhardt. (...) Poetic, pasionat și modern: Guță merită cu siguranță să fie apreciat printre cei mai buni.”
Tonul violent abordat după 1998 de Guță este dezaprobat și ironizat de critica Deanne Sole. Confruntând piesele „De când te iubesc pe tine” (1994) și „Bag dușmanii-n portbagaj” (1999, titlu alternativ pentru piesa „Am pistol și celular”), aceasta comentează: „[În «De când te iubesc pe tine»,] Guță dezvăluie o voce sentimentală, frumos vibrată. Îți vine mai ușor să ți-l imaginezi privindu-și cu tristețe dușmanii decât să-l vezi băgându-i în portbagaj.”
În decembrie 2010, ziarul francez Le Monde a clasat discul lui Nicolae Guță La Grande voix tzigane de Roumanie (Innacor/L'Autre Distribution) drept al patrulea din cele mai bune discuri al anului 2010.

#### Publicul din străinătate
Guță este citat ca influență muzicală de către formațiile: Oriental Shuffle și The Red Rag (Franța), Briga (Canada), The Balkan Shout Out și Slavic Soul Party! (Statele Unite ale Americii), Nadya's 101 Candles Orkestra (Australia) ș.a. Regizoarea de film britanică Sally Potter este o iubitoare declarată a muzicii cântărețului, remarcând că „Guță este dezaprobat de intelectualii români” și că „este o comoară națională care ar merita admirație în țara sa”.

## Alte activități
În 2007, cântărețul a deschis S.C. Nicolae Guță Com 2004, companie ce a funcționat atât ca birou imobiliar, cât și ca agenție de impresariat artistic. Sediul companiei a fost instalat în apartamentul cântărețului din Piața Alba Iulia, București. La finele lui 2008, Guță a hotărât să renunțe la afacere, deoarece nu mai obținea niciun profit de pe urma ei.
La începutul lui 2009, cântărețul avea în plan să înființeze o fermă de cartofi și porumb. În acest scop, cumpărase un teren de 20 ha în împrejurimile orașului Hațeg (jud. Hunedoara), dar nu a putut obține un credit bancar pentru demararea afacerii. Guță pune în seama crizei economice mondiale atât stagnarea agenției bucureștene, cât și eșecul proiectului agricol, comentând: „Din păcate, nu mai merge nimic acum.”

## Viața personală

### Relații sentimentale
La vârsta de 16 ani, Guță a ales să trăiască alături de Mariana, pe care cântărețul o numește soția lui, deși nu sunt căsătoriți legitim. „Noi nu avem nevoie de acte pentru a ne declara sentimentele. Ea e mama copiilor mei”, comenta cântărețul în 2005. Împreună au patru copii (începând cu cea mai mare: Nicoleta, Marian Cosmin, Daniela și Nicușor). Guță a ridicat trei locuințe somptuoase în localitatea Petroșani pentru copiii săi; fiind nevoit să lucreze la București, cântărețul a lăsat lucrările în grija fratelui său, Samir, și a Marianei. În iunie 2005, fiica cea mare, Nicoleta, s-a măritat în Petroșani cu un taximetrist și a primit de la tatăl ei ca dar de nuntă o vilă în valoare de 250 000 euro.
În 1999, Nicolae Guță a cunoscut-o pe cântăreață Sorina Șerban. Până la începutul anului 2005, cei doi au fost amanți, Guță refuzând căsătoria. Soarta relației cântărețului cu Mariana este descrisă diferit în presă. Astfel, publicația Ziarul afirma în 2005 că Guță nu vrea să renunțe la Mariana. Dimpotrivă, cotidianul Libertatea consideră că relația cântărețului cu Mariana se încheiase în 1999.
În 2006, cântărețul a cunoscut-o pe Narcisa, originară din Focșani, care a dat naștere unui băiat la sfârșitul aceluiași an. Guță a explicat de ce evită să se căsătorească: „Niciodată n-am oficializat o relație, sunt convins că certificatul nu face mai fericită o relație. Căsătorie? Nu în viitorul apropiat, îmi place să fiu burlac. Iar când o fi și-o fi, o să întocmesc acte la notar, ca la divorț să nu fiu nevoit să împart ce am agonisit din munca mea.”; „Nu vreau să împart averea mea cu nimeni. În orice relație s-a dovedit că doar eu am muncit.”
Conform cotidianului Libertatea, Nicolae Guță este tatăl a unsprezece copii, dintre care îi recunoaște numai pe cei patru fii ai Marianei și pe băiatul născut în 2006 de Narcisa. (Libertatea subliniază: „Deși [cântârețul] nu a vorbit niciodată în presă despre numărul urmașilor săi, apropiații acestuia din Petroșani (...) dau ca sigur numărul 11.”) Ceilalți șase nu figurează între moștenitorii legali ai cântărețului.
Cântărețul este autorul exprimării „pe sistem turbo”, referindu-se la activitatea sexuală foarte bogată a lui sau a altor persoane, dar și la un stil de viață foarte solicitant.

### Sănătatea
Amintindu-și de anii petrecuți ca muncitor la Regia Apelor din Petroșani, Guță a explicat: „pe vremea aia munceam opt ore, acum (2006 – n.n.) muncesc de două ori mai mult, dar îmi place ceea ce fac”. Vreme de mai mulți ani, cântărețul a neglijat somnul, cheltuindu-și nopțile în seama muzicii. În plus, a abuzat de băuturi alcoolice. În 2005, a primit din partea medicilor cardiologi diagnosticul „angină instabilă”. Din acel moment, cântărețul și-a schimbat programul de viață, renunțând parțial la băuturi spirtoase și participând la mai puține recitaluri. În 2008 declara: „nu urmez niciun tratament, pur și simplu consum mai puțin alcool decât o făceam înainte și beau doar ocazional și în limitele bunului simț”.
În 13 iunie 2005, în timpul spitalizării la București, pe Internet a circulat vestea falsă a morții cântărețului. Știrea, probabil inspirată de o alarmă falsă anterioară, potrivit căreia cântărețul Michael Jackson s-a fi sinucis, a avut un impact puternic asupra iubitorilor muzicii lui Guță. Sorina, fosta lui amantă, a primit telefoane pentru lămuriri, cântăreața fiind la rândul ei surprinsă de zvon. Guță nu a fost mirat de propagarea știrii false, în schimb cântându-le fanilor săi versurile „Guță încă n-a murit/Doar un pic s-a odihnit”.
În aprilie 2006, cântărețul a suferit o intervenție chirurgicală plastică pentru corectarea formei nasului. Motivul era o deviație de sept; din cauza operației, cântărețul a întâmpinat dificultăți de respirație, astfel încât a trebuit să fie operat din nou la începutul lui 2007. Cele două intervențiile au fost efectuate în România, Guță mărturisindu-și încrederea în medicii români. Totuși, o a treia operație a fost efectuată în februarie 2008 la Nantes (Franța), în urma căreia cântărețul s-a declarat foarte mulțumit de rezultate.
Interpretul suferă de aviofobie (teama de a zbura). Se vede însă nevoit să călătorească frecvent cu avionul, îndeosebi atunci când urmează să susțină concerte în străinătate.

### Starea materială
Guță se consideră o persoană atentă la cheltuielile bănești; cunoscuții săi îl numesc chiar zgârcit. Unii admiratori sunt nedumeriți sau chiar dezamăgiți întâlnindu-l, constatând contrastul față de imaginea de risipitor susținută în versurile și videoclipurile sale. Cântărețul își explică cumpătarea prin faptul că a copilărit într-o familie săracă.
Astfel, Guță declară că nu a făcut excese în privința bijuteriilor, a automobilelor, a sejururilor și că nu are datorii financiare. A agonisit bijuterii de aur ce cântăresc trei kilograme, reprezentând 150 000 euro. Este proprietarul a două apartamente situate în centrul Bucureștiului (bulevardul Unirii și Piața Alba Iulia), al unei case în Bucureștii Noi și a celor trei vile deja amintite, ridicate în Petroșani (imobilele cântărețului sunt estimate la un total de 1,6 milioane de euro). Își dorește să aibă o reședință în cartierul bucureștean Primăverii, însă, conform unui interviu din 2006, încă nu își permite o asemenea cheltuială. În același interviu, Guță enumeră o parte din automobilele deținute: în jur de treisprezece Dacii, dar și mașini de lux, între care mai multe Mercedesuri și un BMW seria 5 obținut prin leasing. Cântărețul preferă să conducă un automobil Dacia și nu o mașină mai scumpă, de teama unui eventual accident rutier.
În 2007, cântărețul declara că nu are încredere în bănci, preferând să își depoziteze banii și alte valori într-un seif. Cu toate acestea, la începutul lui 2009 a avut o încercare nereușită de a obține un credit bancar.

## Guță în cultura de masă

### În pictură
- Pictorul Costin Craioveanu a realizat în 2007 o serie de 15 lucrări care înfățișează citate din versurile unor manele binecunoscute. Una dintre lucrări se numește „Sună telefoanele ca dracii, vine milioanele [sic!] cu sacii”, după versurile piesei de Nicolae Guță feat. Șușanu și Don Genove, „Sună telefoanele” (2006).[49] (De remarcat că dezacordul gramatical „vine milioanele” nu apare în versurile piesei.)

## Discografie
- Volumul 1 (1992)
- Volumul 2 (1994)
- Volumul 3 (1995)
- Volumul 4 (Iar îi nuntă mare-n sat) (1997)
- Volumul 5 (Când am bani, eu dau la toți) (1998)
- Volumul 6 (Vin americanii) (1998)
- Volumul 7 (Plec de-acasă să fac bani) (1999)
- Volumul 8 (Noi suntem garda de fier) (1999)
- Volumul 9 (Au, viața mea) (1999)
- Volumul 10 (Un CD pentru mileniul trei) (2000)
- Volumul 11 (Băiat de băiat) (2001)
- Volumul 12 (Ce perversă e lumea și rea) (2002)
- Volumul 13 (Fără adversari) (2002)
- Volumul 14 (Viața-i grea) (2002)
- Volumul 15 (Marea provocare) (2003)
- Volumul 16 (Bărbate, mă păcălești) (2003)
- Volumul 17 (De cine mi-e mie dor) (2003)
- Volumul 18 (Doamne, ce fericit sunt!) (2003)
- Volumul 19 (Leader la toți șmecherii) (2004)
- Volumul 20 (Guță 2004) (2004)
- Volumul 21 (Regele manelelor) (2004)
- Volumul 22 (Orice mi-ar fi zis) (2004)
- Volumul 23 (Bun venit în România) (2004)
- Volumul 24 (Viața merge înainte) (2005)
- Volumul 25 (Am plecat de acasă) (2006)
- Volumul 26 (Am atâtea probleme) (2007)
- Volumul 27 (2008)
- Volumul 28 (2008)